# John Hardress Lloyd
John Hardress Lloyd   (14 d'agost de 1874 - 28 de febrer de 1952) va ser un Brigadier-General i jugador de polo irlandès.

## Jugador de polo
Com a jugador de polo el 1908 va prendre part en els Jocs Olímpics de Londres, on guanyà la medalla de plata en la competició de polo, com a integrant de l'equip Ireland. En aquest equip també hi competien Percy O'Reilly, John Paul McCann i Auston Rotheram, tots com a membres de l'equip britànic.

## Carrera militar
Hardress Lloyd fou comissionat al 4t Royal Irish Dragoon Guards el 10 d'octubre de 1894. Serví a la Campanya de Tirah, al nord de l'Índia entre 1897 i 1998 i més tard a la Segona Guerra Bòer. Amb l'esclat de la Primera Guerra Mundial fou enviat al Front occidental abans d'unir-se a la 1a Divisió de Cavalleria del Major-General Beauvoir De Lisle. Plegats marxaren Gallipoli, i poc després agafà el comandament de la 29ena Divisió. Posteriorment lluità a la batalla d'Arràs. Per totes les seves accions fou condecorat amb l'Orde del Servei Distingit i fou fet cavaller de la Legió d'Honor.